# تدريب

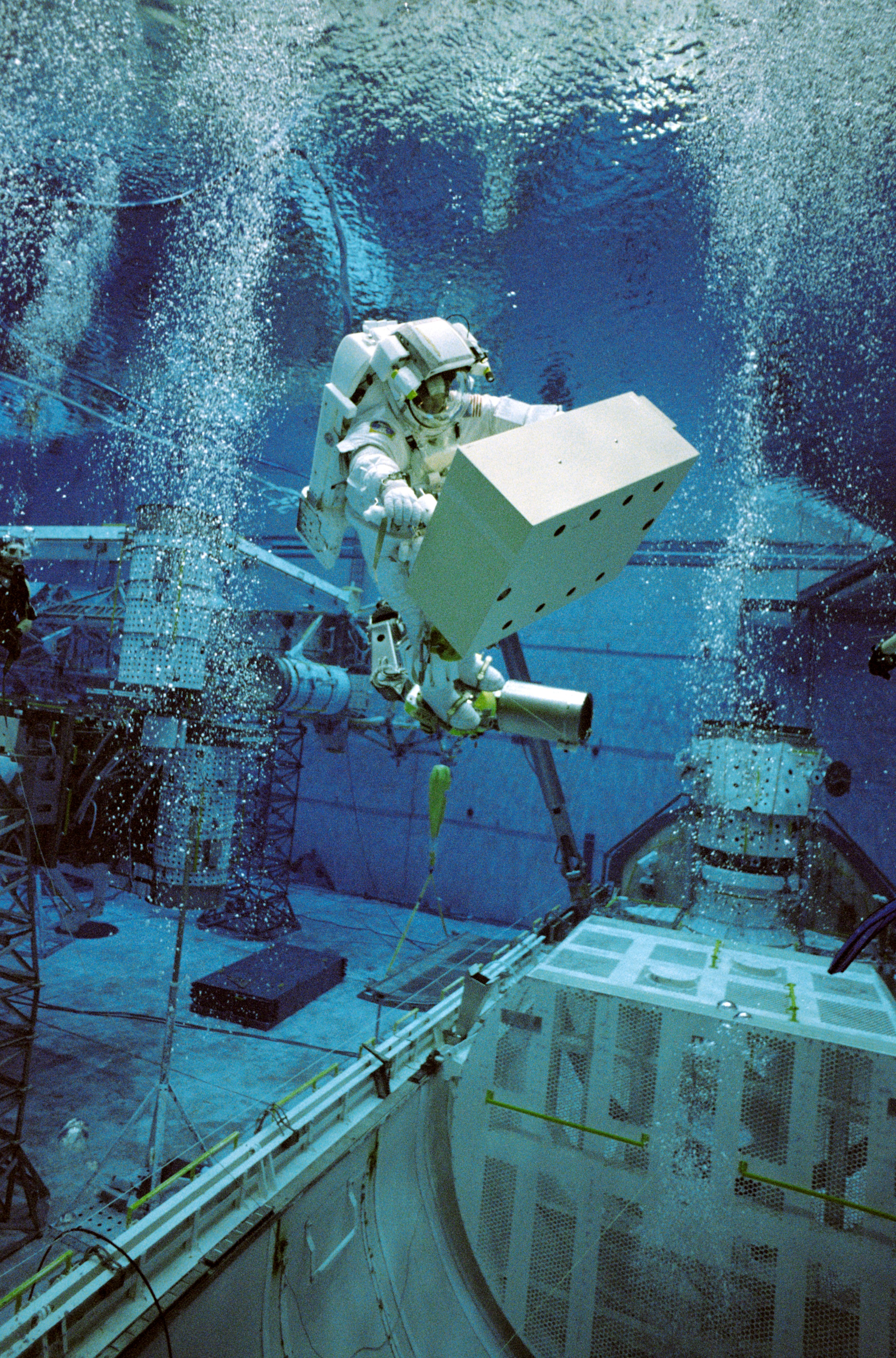
رائد فضاء يتدرب على مهمة نشاط خارج المركبة باستخدام بيئة محاكاة تحت الماء على الأرض.

التدريب أو التمرين (بالإنجليزية: Training) هو تدريس أو تطوير الذات أو الآخرين أي مهارات ومعارف أو لياقة تتعلق بكفاءات مفيدة محددة. للتدريب أهداف محددة تتمثل في تحسين قدرة الفرد ومقدرته وإنتاجيته وأدائه. وهو يشكل جوهر التدريب المهني ويوفر العمود الفقري للمحتوى في معاهد التقانة (المعروفة أيضًا باسم الكليات التقنية أو الفنون التطبيقية). بالإضافة إلى التدريب الأساسي المطلوب للحرف أو التوظيف أو المهن، قد يستمر التدريب بما يتجاوز الكفاءة الأولية للحفاظ على المهارات وتطويرها وتحديثها طوال الحياة العملية. قد يشير الأشخاص في بعض الوظائف والمهن إلى هذا النوع من التدريب على أنه التطوير المهني. يشير التدريب أيضًا إلى تطوير اللياقة البدنية المتعلقة بكفاءة معينة، مثل الرياضة والفنون القتالية والتطبيقات العسكرية وبعض المهن الأخرى.

## أنواع التدريب

### التدريب البدني

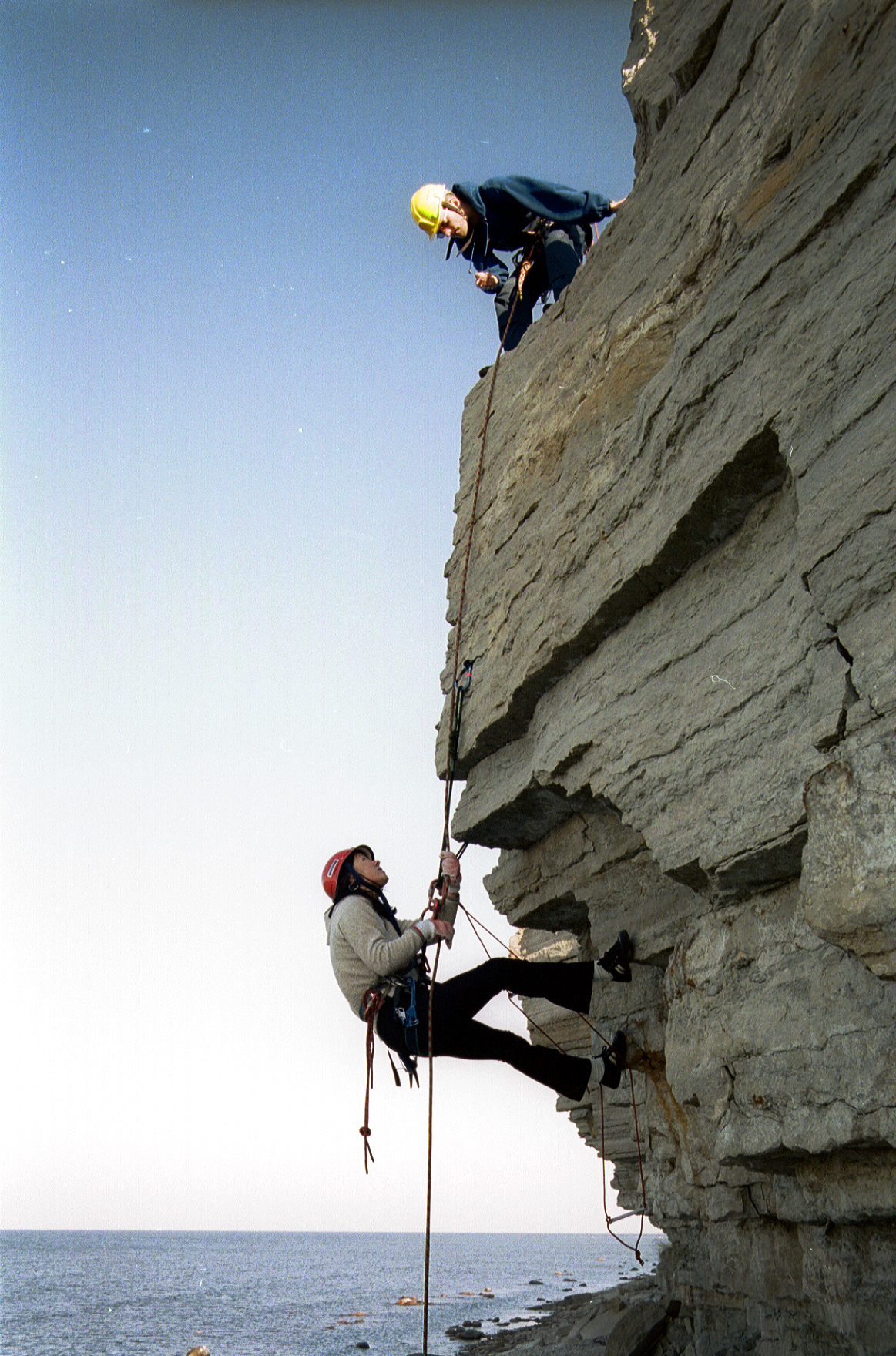
التدريب على تسلق الجبال في إستونيا. وهو يتضمن كلاً من التعليم والتمارين البدنية في البيئة الخارجية لتطوير المهارات الضرورية للبقاء على قيد الحياة في تسلق الصخور.

يركز التدريب البدني على الأهداف الميكانيكية: تعمل برامج التدريب في هذا المجال على تطوير مهارات حركية محددة، أو الرشاقة، أو القوة، أو اللياقة البدنية، وغالبًا ما يكون ذلك بهدف الوصول إلى الذروة في وقت معين.
في الاستخدام العسكري، يعني التدريب اكتساب القدرة البدنية على الأداء والبقاء على قيد الحياة في القتال، وتعلم المهارات العديدة اللازمة في وقت الحرب. يتضمن ذلك كيفية استخدام مجموعة متنوعة من الأسلحة، ومهارات البقاء على قيد الحياة في الهواء الطلق، وكيفية النجاة من الوقوع في قبضة العدو، من بين أشياء أخرى كثيرة.
لأسباب نفسية أو فسيولوجية، يمكن للأشخاص الذين يعتقدون أنه قد يكون مفيدًا لهم اختيار ممارسة التدريب على الاسترخاء، أو التدريب الذاتي، في محاولة لزيادة قدرتهم على الاسترخاء أو التعامل مع التوتر. في حين أشارت بعض الدراسات إلى أن التدريب على الاسترخاء مفيد لبعض الحالات الطبية، فإن التدريب الذاتي المنشأ له نتائج محدودة أو كان نتيجة لعدد قليل من الدراسات.

### التدريب على المهارات المهنية
تعتبر بعض المهن خطرة بطبيعتها، وتتطلب الحد الأدنى من الكفاءة قبل أن يتمكن الممارسون من أداء العمل بمستوى مقبول من السلامة لأنفسهم أو للآخرين في المنطقة المجاورة. قد يتطلب الغوص المهني والإنقاذ ومكافحة الحرائق وتشغيل أنواع معينة من الآلات والمركبات تقييمًا وشهادة بحد أدنى من الكفاءة المقبولة قبل السماح للشخص بممارسة مهنة المدرب المرخص.

### التدريب أثناء العمل

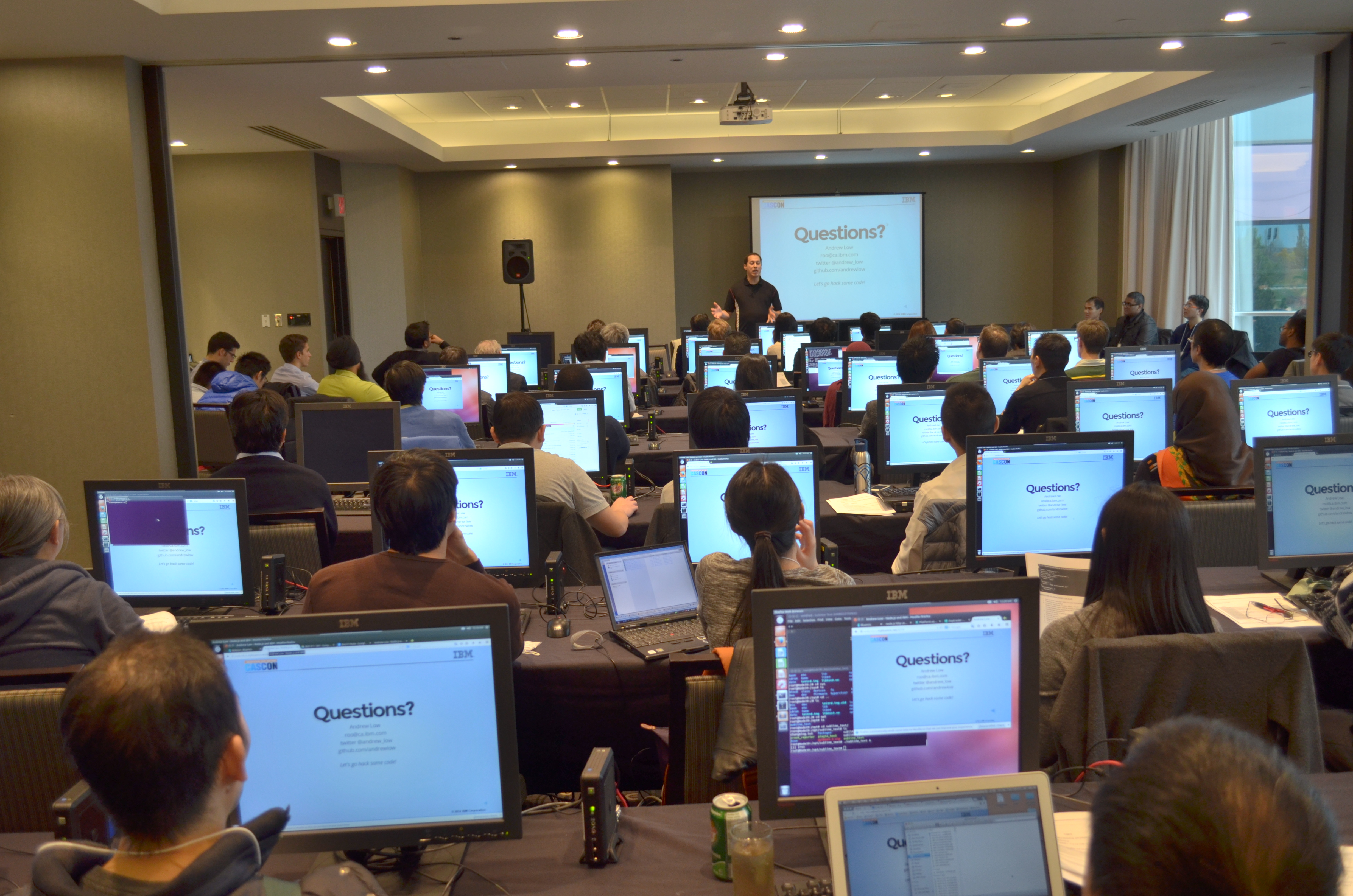
التدريب على مهارات الحاسوب.

يستخدم بعض المعلقين مصطلحًا مشابهًا للتعلم في مكان العمل لتحسين الأداء: "التدريب والتطوير". هناك أيضًا خدمات إضافية متاحة عبر الإنترنت لأولئك الذين يرغبون في تلقي تدريب يتجاوز ما يقدمه أصحاب العمل. تتضمن بعض الأمثلة على هذه الخدمات الاستشارة المهنية وتقييم المهارات والخدمات الداعمة. يمكن للمرء بشكل عام تصنيف هذا التدريب على أنه أثناء العمل أو خارج العمل.
يتم تنفيذ أسلوب التدريب أثناء العمل في حالة عمل عادية، باستخدام الأدوات أو المعدات أو المستندات أو المواد الفعلية التي سيستخدمها المتدربون عند تدريبهم بشكل كامل. يتمتع التدريب أثناء العمل بسمعة عامة باعتباره الأكثر فعالية في العمل المهني. ويشمل تدريب الموظفين في مكان العمل أثناء قيامهم بالمهمة الفعلية. عادة، يعمل المدرب المحترف (أو في بعض الأحيان موظف ذو خبرة ومهارة) كمدرس باستخدام الخبرة العملية العملية التي قد تكون مدعومة بالعروض التقديمية الرسمية في الفصل الدراسي. في بعض الأحيان يمكن أن يتم التدريب باستخدام التكنولوجيا المستندة إلى الويب أو أدوات مؤتمرات الفيديو. ينطبق التدريب أثناء العمل على جميع الإدارات داخل المنظمة.
التدريب القائم على المحاكاة هو طريقة أخرى تستخدم التكنولوجيا للمساعدة في تطوير المتدربين. وهذا أمر شائع بشكل خاص في التدريب على المهارات التي تتطلب درجة عالية جدًا من الممارسة، وفي تلك التي تتضمن مسؤولية كبيرة عن الحياة والممتلكات. الميزة هي أن التدريب على المحاكاة يسمح للمدرب بالعثور على أوجه القصور في المهارات لدى المتدربين ودراستها وعلاجها في بيئة افتراضية خاضعة للرقابة. يتيح هذا أيضًا للمتدربين فرصة تجربة ودراسة الأحداث التي قد تكون نادرة في الوظيفة، على سبيل المثال، حالات الطوارئ على متن الطائرة، وفشل النظام، وما إلى ذلك، حيث يمكن للمدرب تشغيل "سيناريوهات" ودراسة كيفية تفاعل المتدرب، وبالتالي المساعدة في تحسين مهاراته إذا كان الحدث سيحدث في العالم الحقيقي. تشمل أمثلة المهارات التي تتضمن عادةً التدريب على المحاكاة خلال مراحل التطوير قيادة الطائرات والمركبات الفضائية والقاطرات والسفن وتشغيل المجال الجوي/القطاعات لمراقبة الحركة الجوية والتدريب على عمليات محطات الطاقة والتدريب المتقدم على الأنظمة العسكرية/الدفاعية والتدريب المتقدم على الاستجابة لحالات الطوارئ مثل الحرائق أو التدرب على الإسعافات الأولية.
تتم طريقة التدريب خارج العمل بعيدًا عن مواقف العمل العادية؛ مما يعني أن الموظف لا يعتبر عاملًا منتجًا بشكل مباشر أثناء إجراء هذا التدريب. تتضمن طريقة التدريب خارج العمل أيضًا تدريب الموظفين في موقع بعيدًا عن بيئة العمل الفعلية. غالبًا ما يستخدم المحاضرات والندوات ودراسات الحالة ولعب الأدوار والمحاكاة، مع ميزة السماح للأشخاص بالابتعاد عن العمل والتركيز بشكل أكثر شمولاً على التدريب نفسه. أثبت هذا النوع من التدريب أنه أكثر فعالية في غرس المفاهيم والأفكار.[بحاجة لمصدر] تقدم العديد من شركات اختيار الموظفين خدمة من شأنها أن تساعد على تحسين كفاءات الموظفين وتغيير الموقف تجاه الوظيفة.[بحاجة لمصدر] يمكن أن تختلف موضوعات تدريب الموظفين الداخليين من مهارات حل المشكلات الفعالة إلى التدريب على القيادة.
التطور الأحدث في التدريب الوظيفي هو خطة التدريب أثناء العمل أو خطة OJT. وفقًا لوزارة الداخلية الأمريكية، يجب أن تتضمن خطة التدريب على رأس العمل (OJT) المناسبة ما يلي: نظرة عامة على الموضوعات التي سيتم تغطيتها، وعدد الساعات التي من المتوقع أن يستغرقها التدريب، وتاريخ الانتهاء المقدر، والطريقة التي سيتم بها التدريب، والطريقة التي سيتم من خلالها تقييم التدريب.

### الدين والروحانية
في الاستخدام الديني والروحي، قد تشير كلمة "تدريب" إلى تنقية العقل والقلب والفهم والأعمال للحصول على مجموعة متنوعة من الأهداف الروحية (على سبيل المثال) القرب من الله أو التحرر من المعاناة.[بحاجة لمصدر] لاحظ على سبيل المثال التدريب الروحي المؤسسي للتدريب الثلاثي في البوذية، أو التأمل في الهندوسية أو التلمذة في المسيحية.[بحاجة لمصدر] يمكن أن تكون جوانب التدريب هذه قصيرة المدى أو يمكن أن تستمر مدى الحياة، اعتمادًا على سياق التدريب والمجموعة الدينية التي ينتمي إليها.[بحاجة لمصدر]

### ردود فعل الذكاء الاصطناعي
تُعرف عمليات التعلم المطورة للذكاء الاصطناعي أيضًا بالتدريب. تستخدم الخوارزميات التطورية، بما في ذلك البرمجة الوراثية وطرق أخرى للتعلم الآلي، نظامًا للتغذية الراجعة يعتمد على "دالة الملاءمة" للسماح لبرامج الحاسوب بتحديد مدى جودة أداء الكيان للمهمة. تقوم هذه الأساليب ببناء سلسلة من البرامج، تُعرف باسم "مجموعة البرامج"، ثم تقوم تلقائيًا باختبارها للتأكد من "ملاءمتها"، ومراقبة مدى نجاحها في أداء المهمة المقصودة. يقوم النظام تلقائيًا بإنشاء برامج جديدة بناءً على أفراد المجتمع الذين يقدمون الأفضل. يحل هؤلاء الأعضاء الجدد محل البرامج ذات الأداء الأسوأ. ويتكرر الإجراء حتى تحقيق الأداء الأمثل. في مجال الروبوتيات، يمكن لمثل هذا النظام الاستمرار في العمل في الوقت الفعلي بعد التدريب الأولي، مما يسمح للروبوتات بالتكيف مع المواقف الجديدة والتغيرات في نفسها، على سبيل المثال، بسبب التآكل أو الضرر. كما طور الباحثون أيضًا روبوتات يمكن أن تبدو وكأنها تحاكي السلوك البشري البسيط كنقطة انطلاق للتدريب.

## انظر أيضًا

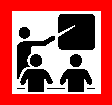
رسم توضيحي للتدريب